# 松尾千歳
松尾 千歳（まつお ちとせ）は日本で活動するミュージカル俳優である。佐賀県佐賀市出身。劇団四季所属。

## 来歴
5歳からクラシックバレエを始め、佐賀県立佐賀北高等学校芸術コース卒業後の2003年4月に劇団四季研究所に42期生として入所する。同期入所には田中彰孝や団こと葉などがいる。その後ライオンキングのアンサンブル役で初舞台出演を果たしている。

## 主な出演作品
- ライオンキング（アンサンブル9枠）
- ジーザス・クライスト＝スーパースター（アンサンブル9枠）
- 魔法をすてたマジョリン（アンサンブル3枠）
- ミュージカル李香蘭（2005年アンサンブル）
- ジョン万次郎の夢（2006年アンサンブル）
- 美女と野獣（2008年アンサンブル4枠）
- ドリーミング（2009年アンサンブル8枠）
- サウンド・オブ・ミュージック（2010年アンサンブル2枠）

※括弧内の年は初出演年